# Emil Berenz

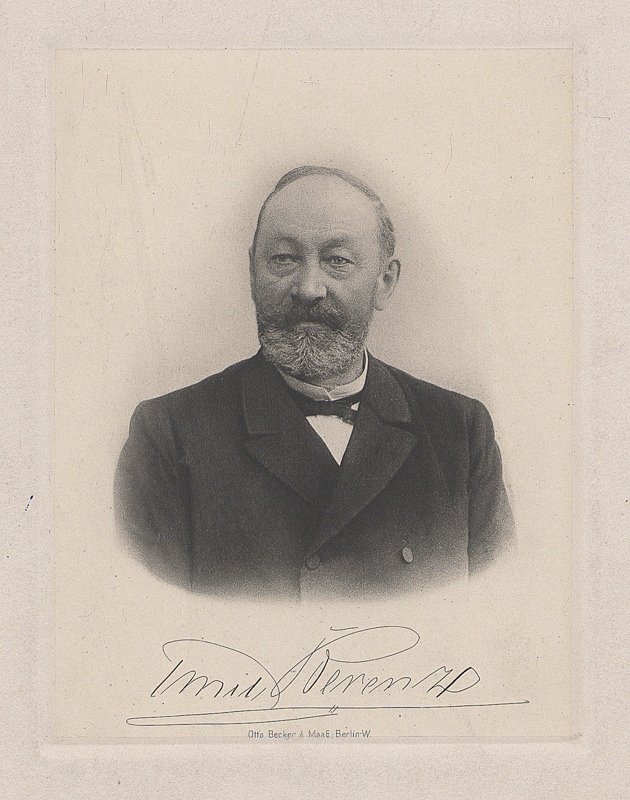
Emil Berenz

Carl Hermann Emil Berenz (* 15. Februar 1833 in Elbing; † 17. Dezember 1907 in Danzig) war ein deutscher Reeder, Kaufmann und Ehrenbürger der Stadt Danzig.

## Leben
Emil wurde als Sohn des Kaufmanns Georg Ludwig Berenz in Elbing geboren. Nach der Ausbildung arbeitete er für die väterliche Firma in Elbing und ein Danziger Handelshaus. 
Am 25. April 1863 wurde beim Handelsgericht in Danzig die Reederei Emil Berenz eingetragen. Neben Seefracht bediente die Firma auch Schiene und Straße und war im Handel und Export von Getreide und Holz aktiv. Im Jahr 1904 erwarb Berenz das Getreide- und Holz-Handelsunternehmen Carl Gottlieb Steffens & Söhne und betrieb es unter eigenem Namen. Dazu erwarb er die Schiffe Horst, Einigkeit, Graudenz und Friede.
Seit 1863 gehörte er der Danziger Kaufmannschaft an, seit 1878 war er im Kreis der Vorsteher. Von 1896 bis 1901 wurde er Stellvertreter des Vorsitzenden und seit Januar 1902 Vorsitzender und Mitglied beim Deutschen Handelstag.
Berenz gehörte der Nationalliberalen Partei an und war von 1869 bis zu seinem Tod Mitglied der Stadtverordnetenversammlung. Als stellvertretender Vorsitzender 1885–1897 und 1903–1906, sowie als Vorsitzender 1899–1901, hatte er wesentlichen Einfluss bei den wichtigen Entscheidungen zur räumlichen und wirtschaftlichen Entwicklung Danzigs im letzten Viertel des 19. Jahrhunderts.
Am 17. Dezember 1907 verstarb er nach kurzer Krankheit. Berenz hinterließ seine Witwe Amalie Henriette Grabe (1833–1920) und zwei Söhne. Sein 1866 geborener Sohn Eugen führte die Firma weiter, auch nach 1945 im Westen.

## Ehrungen

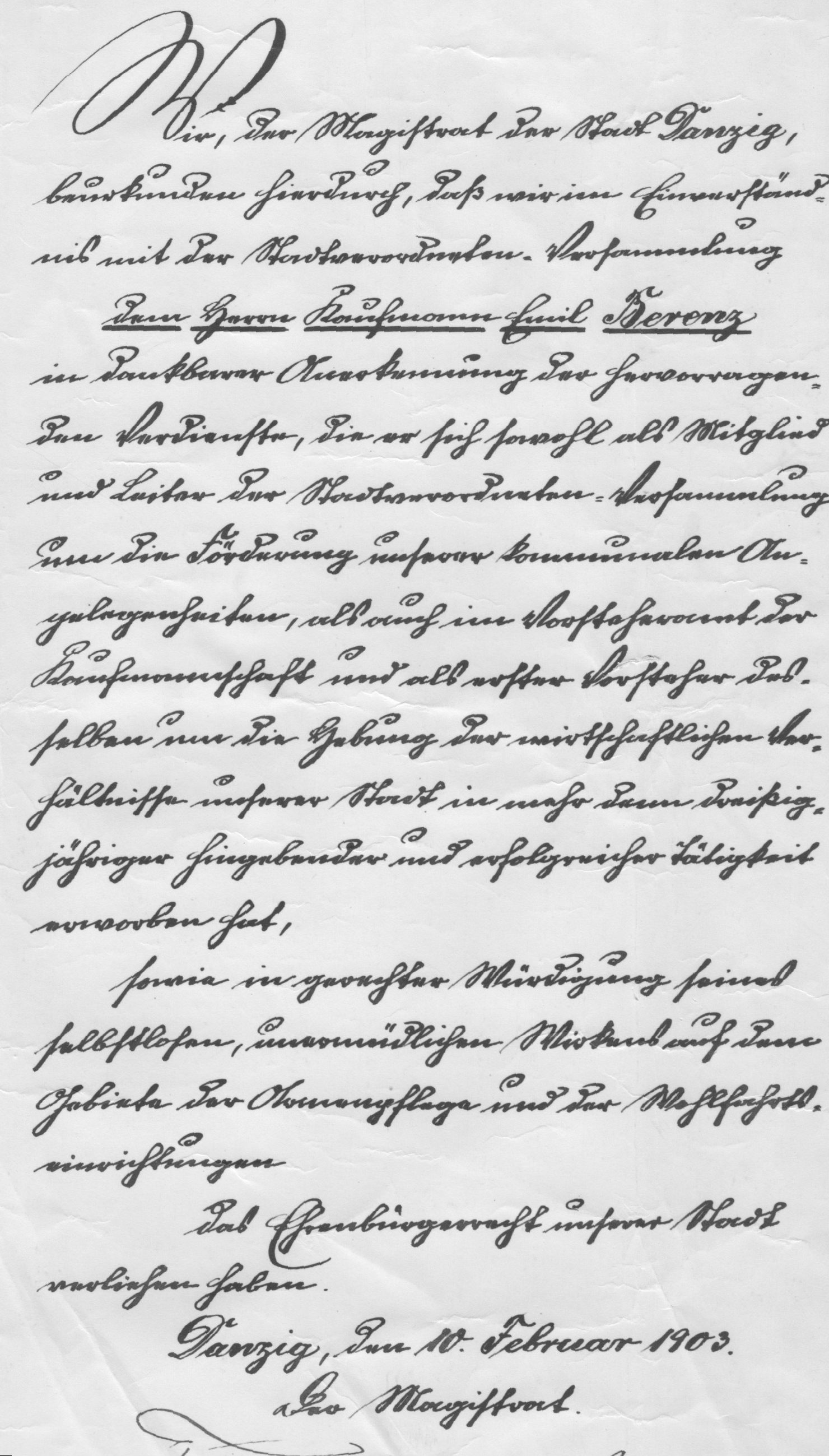
Ehrenbürgerurkunde für Emil Berenz

An seinem 70. Geburtstag wurde Berenz die Ehrenbürgerwürde der Stadt Danzig verliehen. Er erhielt den Titel eines Kommerzienrats und bis 1945 trug die Emil-Berenz-Straße in Langfuhr seinen Namen.

## Sonstiges
Der Getreidetransporter Emil Berenz bekam beim Fluten der Bodentanks Schlagseite und kenterte 1902 vor Brösen. Nach einem Jahr wurde das Schiff von einer schwedischen Bergungsfirma gehoben und fuhr später als Langholzfrachter Mottlau. – Auch die ehemalige Schandau fuhr zeitweise für die Reederei.